# Nikkormat

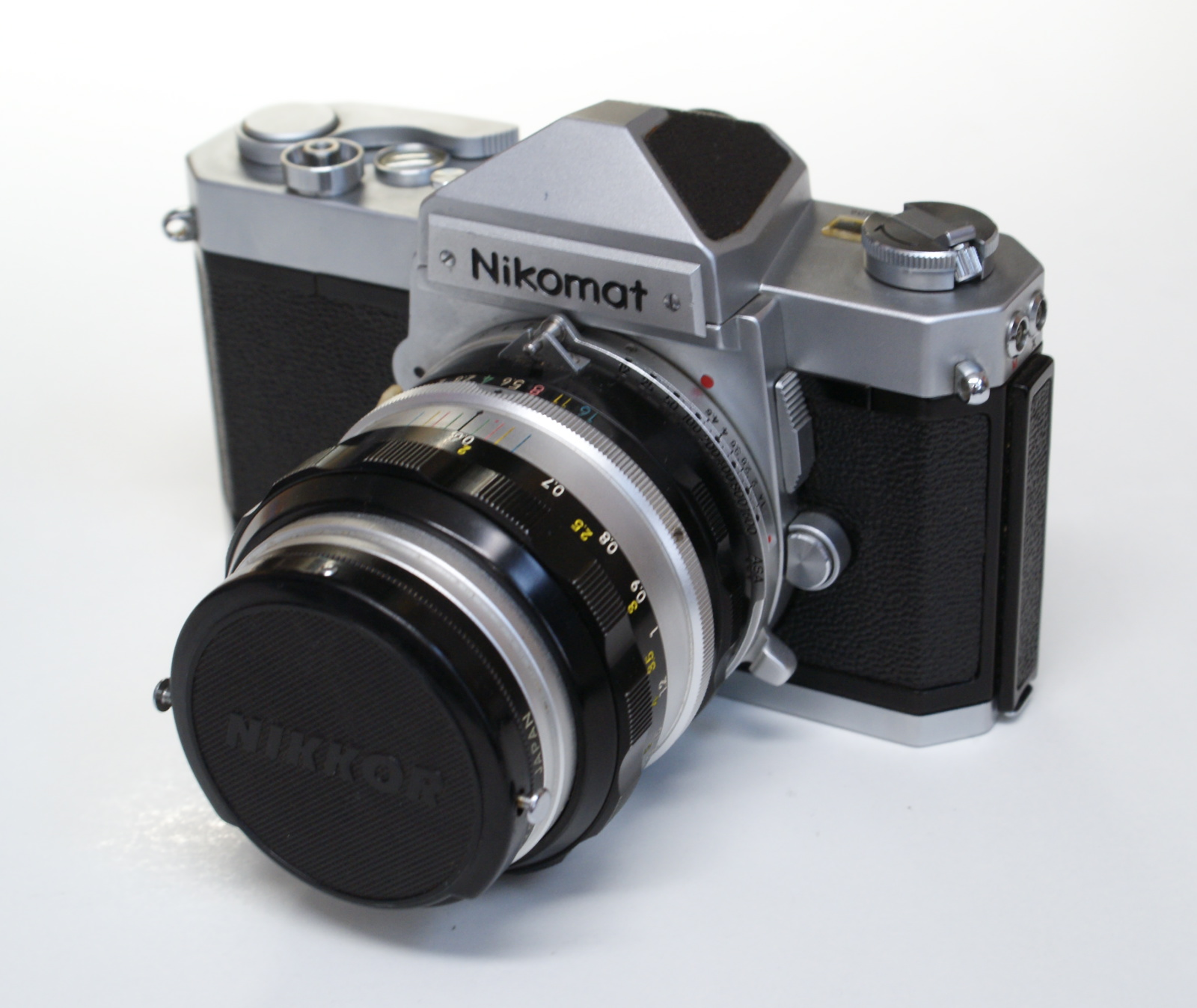
cámara Nikomat

Las cámaras Nikkormat (Nikomat en Japón) es una familia de cámaras fotográficas fabricadas por la compañía japonesa  Nippon Kogaku K. K., como una versión de consumo de la marca profesional Nikon. Las cámaras Nikkormat, fabricadas a partir de 1965 hasta 1978, eran más simples y de un precio más asequible que las cámaras de la marca Nikon, pero aceptaban los mismos objetivos que el resto de las cámaras con  montura Nikon F.